# 政策学部
政策学部（せいさくがくぶ）は、政策学について学ぶ学部。

## 概説
1990年代以降、大学での研究・教育に対して実践的な応用力を求める議論を背景にして、いくつかの大学に設置されたことで注目を集めた。従来の政治経済学部や経済学部、法学部政治学科での原理的な研究・教育を超えて、国際政治や国内政治、また地方政治などの現場と密接に連携しながら、政策立案や政策実践の能力向上を教育の眼目としている。また、政治学、行政学における個別分野にとどまるのではなく、それらの枠組みを超えた学際的な視野での研究・教育を重要な理念として掲げていることも特徴のひとつである。たとえば、地球環境や人口問題、医療や教育、情報などをも視野に含めた「政策学」の構築を目ざしている。
政策学部を設置している大学には、京都府の同志社大学、龍谷大学がある。

## 関連記事
- 総合政策学部
- 地域政策学部
- 政策情報学部
- 政策科学部 - 立命館大学政策科学部